# 德爾維希·阿里·阿斯特拉罕尼
德爾維希·阿里·阿斯特拉罕尼（阿拉伯語：درویش علی；？—1558年），阿斯特拉罕汗國末代可汗，在1556年到1558年在位。
他是金帳汗國可汗阿黑麻汗之孫，他曾與前可汗Yamghurchi爭位，最後在伊凡四世幫助下於1555年打敗了Yamghurchi，但不久便與國內親莫斯科的貴族衝突，最後汗國在1556年被俄國合併，但他仍從事反俄游擊戰，在最後戰鬥後他前往亞速，最後前往聖城麥加，並死在那里。